# Новоржадківська сільська рада
Новоржадківська сільська рада — колишня адміністративно-територіальна одиниця та орган місцевого самоврядування у Новоград-Волинському районі і Новоград-Волинській міській раді Волинської округи й Київської області Української РСР з адміністративним центром у колонії Нова Ржадківка.

## Населені пункти
Сільській раді на час ліквідації були підпорядковані населені пункти:
- кол. Нова Ржадківка

## Історія та адміністративний устрій
Створена 28 вересня 1925 року в колонії Нова Ржадківка Ржадківської сільської ради Новоград-Волинського району Волинської округи. 1 червня 1935 року, відповідно до постанови Президії Верховної ради Української РСР «Про порядок організації органів радянської влади в новоутворених округах», передана до складу Новоград-Волинської міської ради Київської області.
Ліквідована до 1 вересня 1946 року. Адміністративний центр ради, кол. Нова Ржадківка, на початок 1930 років значилася в планах на зселення через будівництво Новоград-Волинського укріпленого району.